# Список об'єктів Світової спадщини ЮНЕСКО в Замбії
В списку об'єктів Світової спадщини ЮНЕСКО у Замбії налічується 1 найменування (станом на 2010 рік).
| № | Зображення | Назва                             | Місцеположення            | Час створення | Час внесення до списку | №                                                  | Критерії  |
| - | ---------- | --------------------------------- | ------------------------- | ------------- | ---------------------- | -------------------------------------------------- | --------- |
| 1 |            | Мосі-оа-Тунья / Водоспад Вікторія | Замбія спільно з Зімбабве | —             | 1989                   | 509 [Архівовано 24 грудня 2018 у Wayback Machine.] | vii, viii |